# لائوریتز ملکویر
لائوریتز ملکویر (انگلیسی: Lauritz Melchior؛ ‏ ۲۰ مارس ۱۸۹۰ – ۱۸ مارس ۱۹۷۳) خواننده اپرا بازیگر، و خواننده دانمارکی-آمریکایی و یکی از برجسته‌ترین تنورهای واگنری در دهه‌های ۱۹۲۰، ۱۹۳۰ و ۱۹۴۰ میلادی بود که در اواخر عمر حرفه‌ای خود در تعدادی فیلم موزیکال و برنامه‌های رادیو-تلویزیونی ظاهر شد.
از فیلم‌ها یا برنامه‌های تلویزیونی که وی در آن نقش داشته‌است، می‌توان به دلهره عشق و دو خواهر اهل بوستون اشاره کرد.
وی همچنین برندهٔ جوایزی همچون نشان دنبرو شده‌است.